# CEFCU Stadium
O CEFCU Stadium é um estádio localizado em San Jose (Califórnia), Califórnia, Estados Unidos, possui capacidade total para 30.456 pessoas, foi a casa do time de futebol San Jose Earthquakes da MLS entre 1996 e 2005, atualmente é a casa do time de futebol americano universitário San Jose State Spartans da Universidade Estadual de San Jose. O estádio foi inaugurado em 1933.